# 雷切尔·森诺特
雷切尔·安妮·森诺特 (Rachel Anne Sennott，1995年9月19日—) 是一位美国女演员和喜劇演員。她最出名的作品是主演电影《湿婆宝宝》、《天黑請斃命》和《下装》以及 HBO 电视剧《偶像漩涡》。

## 早期生活
森诺特出生于康涅狄格州西姆斯伯里，父母是杰克·森诺特 (Jack Sennott) 和唐娜·森诺特 (Donna Sennott)。 她有意大利和爱尔兰血统，是天主教會徒。她于 2014 年毕业于锡姆斯伯里高中。森诺特的时间分布在洛杉矶和纽约之间。

## 职业

### 2016-2020：早期喜剧作品
塞诺特在大学一年级时就对喜剧产生了兴趣，当时她参加了一个开放麦克风之夜的约会。 她曾在纽约大学蒂施艺术学院和斯特拉·阿德勒表演工作室学习表演，于2017年毕业。大学期间，她继续在开放麦克风之夜表演喜剧，并在学生电影中表演，包括在 2017 年艾玛·塞利格曼的《湿婆宝宝》短片版中饰演主角丹妮尔； 她在 2020 年改编的故事片中再次扮演这个角色。
2018 年，由于感觉自己的事业失去了控制，她转向 Twitter 喜剧，写短笑话并在一天内发多个推文。 她告诉尼龙，她不喜欢曼哈顿的开放式麦克风场景，觉得人们在嘲笑她而不是和她一起笑，因此很快就进入了另类场景，并在《这是一个男人的事》中定期演出。随后，她在 2018 年开发了自己的节目《呕吐节》和《今晚你会睡得很好》。《呕吐节》 结合了单口喜剧和饮酒游戏，并在 2019冠狀病毒病美國疫情期间转移到 Instagram 直播。她独特的喜剧声音和经常抱怨约会和经济的“混乱”形象很快在另类场景中流行起来。 2019 年，她被Time Out New York和《呕吐节》评选为另类界六位最佳喜剧演员之一，理由是她对千禧一代生活和文化的独特讽刺。她讽刺其他文化元素，其中一些最受欢迎的片段包括一段关于洛杉矶电影文化的视频和一段关于痴迷于婴儿的年轻女性的视频。 迈克尔·梅德拉诺、杰克·杰曼 和 米歇特 在歌曲“撞这个”的开头采样了她在洛杉矶视频中的声音片段。
在电视上，森诺特曾主演 HBO 的《高度维护》，并在《打电话给你妈妈》中扮演杰基·雷恩斯。她还与 阿约·埃德比里 合作开发了 喜劇中心 系列节目，他们的节目《阿约和瑞秋单身》和《登上舞台》于 2020 年开始在网络上播出。她还与 埃德比里 和其他喜剧演员一起出现在网络喜剧纪录片系列《大声说出来》中，寻求扩大女性对喜剧工作的声音。

### 2021 年至今：向故事片过渡
在电影方面，她在 2020 年的故事片《田原》中饰演汉娜·罗森，在《湿婆宝宝》中饰演丹妮尔。 这两部电影都是以丧葬仪式为背景的酷儿犹太人成长叙事，尽管森诺特既不是犹太人也不是酷儿。在 2020 年 西南偏南 和 2020年多倫多國際影展 首映的《湿婆宝宝》中饰演丹妮尔的角色中，森诺特 的表演在多条评论中得到了强调，《大门》的安德鲁·帕克 (Andrew Parker) 表示她奉献了“一场精彩的明星表演”， 圣达菲记者写道，“在她在[电影]中表演之后，她可能应该被允许做任何她想做的事——她是天生的。” 森诺特荣获费城犹太电影节新星奖。2022年，她在A24恐怖电影《天黑請斃命》中扮演爱丽丝，该电影还包含喜剧和社会讽刺。 她一直被评为电影中的杰出表演，《纽约时报时尚杂志》的梅根·康威总结了共识：“森诺特有能力为爱丽丝的各种哭声和叫喊，以及她一连串的咒骂和咆哮注入令人惊讶的意义。 “天哪”——抢尽风头。”
2023 年，森诺特与 Shiva Baby 编剧兼导演艾玛·塞利格曼 (Emma Seligman) 再度合作，共同创作了青少年性喜剧电影《下装》，森诺特还与她的《阿约和瑞秋单身》搭档 阿约·埃德比里 主演了该电影。 该影片于 2023 年 3 月 11 日在 西南偏南 首映，广受好评。西南偏南 还放映了悲喜剧《我曾经很有趣》。珍妮·努尔夫（Jenny Nulf）在奧斯汀紀事的评论中评论了森诺特的表演，称其“令人心碎，在滑稽与悲伤之间走钢丝，但表现得很优雅。” 森诺特还于 2023 年 6 月开始主演 HBO 电视剧《偶像漩涡》。它在第76屆坎城影展上首映，但受到了非常不利的批评，尽管《紐約客》的亚历克斯·巴拉什称赞森诺特是其“出色的表演”之一。 森诺特接下来出现在喜剧电影《苏西搜索》中。
她将出演萨维里奥·科斯坦佐 (Saverio Costanzo) 的时代剧 《终于，黎明来了》。

## 影視作品
| 年分 | 名稱                                       | 角色                                      | 備註                    |
| ---- | ------------------------------------------ | ----------------------------------------- | ----------------------- |
| 2016 | 兄弟情 (Bromance)                          | 摄影师助理#1 (Photographers Assistant #1) | 集稱: "Pilot"           |
| 2016 | 不平衡 (Unbalanced)                        | 埃琳娜 (Elena)                            | 電視電影                |
| 2018 | 高度维护 (High Maintenance)                |                                           | 集稱: "Namaste"         |
| 2020 | 田原 (Tahara)                              | 汉娜·罗森 (Hannah Rosen)                  |                         |
| 2020 | 湿婆宝宝 (Shiva Baby)                      | 丹妮尔 (Danielle)                         | 兼执行制片人            |
| 2020 | 赚钱 (Get Money)                           | 阿什利 (Ashley)                           | 集稱: "SAT Test Taker"  |
| 2020 | 阿约和瑞秋单身 (Ayo and Rachel Are Single) | 雷切尔 (Rachel)                           | 3集                     |
| 2021 | 基础知识 (The Basics)                      | 雷切尔 (Rachel)                           | 集稱: "Kendyll Lyndsay" |
| 2021 | 打电话给你妈妈 (Call Your Mother)          | 杰基·雷恩斯 (Jackie Raines)               | 主角                    |
| 2022 | 一口大小万圣节 (Bite Size Halloween)       |                                           | 集稱: "Appendage"       |
| 2022 | 天黑請斃命 (Bodies Bodies Bodies)          | 爱丽丝 (Alice)                            |                         |
| 2022 | 苏西搜索 (Susie Searches)                  | 吉莉安 (Jillian)                          |                         |
| 2023 | 下装 (Bottoms)                             | PJ                                        | 主角                    |
| 2023 | 我曾经很有趣 (I Used to Be Funny)          | 山姆 (Sam)                                | 主角                    |
| 2023 | 偶像漩涡 (The Idol)                        | 莱娅 (Leia)                               | 重复出现的字符          |

## 外部連結
- 雷切尔·森诺特在互联网电影资料库（IMDb）上的資料（英文）